# Distrito de Papaplaya
El Distrito peruano de Papaplaya es uno de los 14 distritos de la Provincia de San Martín, ubicada en el Departamento de San Martín, perteneciente a la Región San Martín.

## Geografía
La capital se encuentra situada a 192 m s. n. m.

## Geografía humana
En este distrito de la Amazonia peruana habita la etnia Cahuapana grupo Chayahuita autodenominado  Campo Piyapi .
También viven los descendientes de la Etnia Kichwa Chazutina, quienes fundaron dicha localidad al huir de la zona de Chazuta a la muerte de Abel Vello.